# Unterletzen
Unterletzen is een plaats in de Oostenrijkse gemeente Pflach en telt ongeveer 100 inwoners.
Unterletzen is sinds 1981 deel van de gemeente Pflach.